# Землетрус у Японському морі (2024)
Землетрус у Японському морі (2024) — землетрус магнітудою 7,6, що стався 1 січня 2024 року за 7 км від Судзу на півострові Ното в префектурі Ісікава в Японії. Підкидовий поштовх сягнув максимальної сейсмічної інтенсивності 7 за шкалою Японського метеорологічного агентства і IX за шкалою Меркаллі. Поштовхи й супутнє цунамі завдали істотної шкоди на півострові Ното, особливо в містах Вадзіма, Судзу й Анамідзу. В Ісікаві повідомлено про 233 загиблі і 22 зниклі безвісти; понад 1200 осіб було поранено в багатьох префектурах, що робить цей землетрус найбільш смертоносним у Японії від часу землетрусів у префектурі Кумамото 2016 року. Найсильніший землетрус на Японських островах від часу землетрусу біля островів Оґасавара (2015).
Японське метеорологічне агентство офіційно назвало цей землетрус землетрусом на півострові Ното 2024 року (яп. 令和6年能登半島地震, трансліт. Reiwa 6-nen Noto-hantō Jishin).

## Опис
Протягом трьох років північно-східна частина півострова Ното пережила кілька землетрусів. 1 січня в Японії зафіксовано понад 100 землетрусів.
Японія розташована на конвергентному кордоні між Тихим океаном, Філіппінським морем, Охотською та Амурською плитами. Уздовж східного і південно-східного узбережжя острівної дуги субдукція Тихоокеанської та Філіппінської морських плит відбувається, відповідно, в Японському жолобі й Нанкайському жолобі. Західне узбережжя Хонсю, що межує з Японським морем, є конвергентним кордоном, що простягається з півночі на південь. 
Цей кордон між Амурською і Охотською плитами є початковою зоною субдукції, яка складається з насувів, що опускаються на схід. Конвергентна тектоніка спостерігається в регіоні з кінця пліоцену. Землетруси і цунамі виникають на насувах, які утворюють кордон, з магнітудою в діапазоні 6,8–7,9. Великі землетруси і цунамі вздовж цієї межі відбувалися в 1741, 1833, 1940, 1964, 1983 і 1993 роках, хоча походження цунамі 1741 року залишається відкритим для дебатів.
Станом на 2 січня кількість жертв оцінювали в 57 осіб. За приблизними оцінками, збитки для інфрастуктури сягнули $6,4 млрд.

## Землетрус
Землетрус 1 січня став найсильнішим із зафіксованих, перевершивши землетрус силою 6,3 бала, що стався в травні 2023 року. Це найсильніший землетрус у регіоні Японського моря з 1983 року.
Після землетрусу відбулося понад 50 підземних поштовхів, майже 100 тис. мешканців евакуювали.
Станом на ранок 2 січня 2024 року повідомлялося про щонайменше 30 загиблих людей та сотні зруйнованих будинків. Однак, станом на 17 січня 2024 року, за повідомленням видання Kyodo News, кількість загиблих внаслідок землетрусу сягнула 232 осіб, групи рятувальників продовжили ведення пошуку ще 21 осіб, які досі вважаються зниклими безвісти.

### Вплив на ґрунт
Управління геопросторової інформації Японії повідомляє, що деякі частини країни зсунулися до 1,3 м у західному напрямку і що максимальний зсув зафіксовано у Вадзімі через деформацію земної кори. В Анамідзу ґрунт зсунувся на 1 м на захід. Управління зазначило, що це міг бути місцевий зсув ґрунту. Управління також додало, що підняття земної кори на 4 м сталося в західній Вадзімі і на 1,1 м у північному Судзу.
Як повідомило видання Space, супутникові дані місцевості до і після землетрусу у Японії зафіксували інтенсивне підняття землі, яке розширило берегову лінію японського півострова Ното на 250 метрів.

### Вплив на атомну енергетику
7 січня 2024 року, японська компанія Hokuriku Electric заявила, що на атомній електростанції Shika, яка розташована за 65 км від епіцентру землетрусу в японській префектурі Ісікава, після нещодавнього потужного землетрусу, який стався 1 січня, помічено витікання ізоляційного мастила з трансформатора реактора № 2.

### Інтенсивність
Метеорологічне агентство Японії повідомило, що зафіксувало максимальну сейсмічну інтенсивність у 7 балів за своєю шкалою — землетрус такої сили в Японії зафіксовано вперше з 2018 року. Максимальну інтенсивність зафіксовано в містечку Сіка (префектура Ісікава). Інтенсивність 6+ зафіксовано в Нанао, Вадзімі, Судзу й Анамідзу. Інтенсивність 6− зафіксовано в місті Наґаока (префектура Ніїґата), а також у містечках Наканото і Ното (префектура Ісікава). Землетрус відчули також жителі Токіо і цілого регіону Канто, а також жителі префектур аж до Аоморі на північному краю острова Хонсю і до острова Кюсю на півдні країни. Пікове наземне прискорення у 2826 Гал зафіксовано в Сіка — значення, близьке до зареєстрованого під час землетрусу в Тохоку у 2011 році, яке склало 2934 Гал.
| Інтенсивність | Префектура | Місце |
| ------------- | ---------- | --- |
| 7             | Ісікава    | Сіка |
| 6+            | Ісікава    | Нанао, Вадзіма, Судзу, Анамідзу |
| 6−            | Ісікава    | Наканото, Ното |
| 6−            | Ніїґата    | Наґаока |
| 5+            | Ісікава    | Хакуй, Хōдацусімідзу, Канадзава, Комацу, Каґа, Кахоку, Номі                                                                                         |
| 5+            | Ніїґата    | Сандзьō, Касівадзакі, Міцуке, Мінаміуонума, Каріва, Ітоїґава, Мьōкō, Дзьōецу, район Чю̄ō, район Мінамі, район Нісі, район Нісікан, Цубаме, Аґа, Садо |
| 5+            | Тояма      | Тояма, Фунахасі, Такаока, Хімі, Оябе, Нанто, Імідзу                                                                                                 |
| 5+            | Фукуй      | Авара |
| 5−            | Ісікава    | Хакусан, Цубата, Утінада |
| 5−            | Ніїґата    | Одзія, Камо, Тōкаматі, Ідзумодзакі, район Кіта, район Хіґасі, район Кōнан, район Акіха, Ґосен, Аґано                                                |
| 5−            | Тояма      | Намерікава, Куробе, Каміїті, Татеяма, Асахі, Тонамі                                                                                                 |
| 5−            | Фукуй      | Фукуй, Сакай |
| 5−            | Наґано     | Наґано, Сінано, Сакае |
| 5−            | Ґіфу       | Такаяма, Хіда |

## Цунамі
Японське метеорологічне агентство видало попередження про цунамі для прибережних префектур Ісікава, Ніігата, Нагано й Тояма. Росія оголосила попередження про цунамі у Владивостоці й Находці. Хвилі цунамі заввишки 1,2 м досягли порту Вадзіми, телебачення NHK повідомило, що хвиля може досягати 5 метрів заввишки.